# Henry Solf

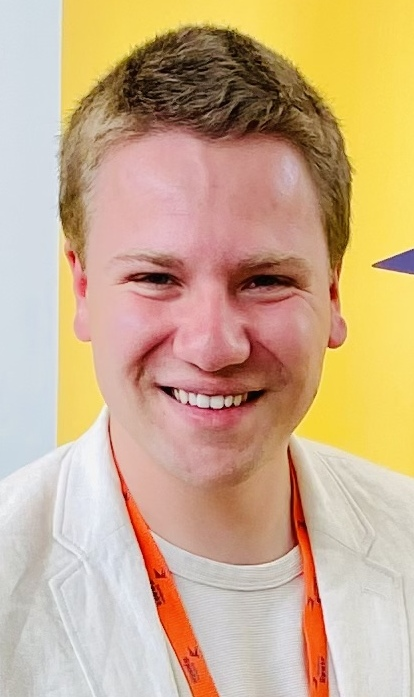
Solf bei der Verleihung des Goldenen Spatzen 2022 in Erfurt

Henry Leif Solf (* 1. Oktober 1998 in Hildesheim) ist ein deutscher Schauspieler.

## Leben
Solf begann im Alter von sieben Jahren am Theater für Niedersachsen in Hildesheim unter anderem als Schneewitt im gleichnamigen Stück. Weitere Stücke folgten, wie 2014 im Stück Die Galgenvögel.
Fünf Jahre lang trat Solf jedes Jahr im Zirkus Mignon auf Sylt in verschiedenen Rollen auf, zuletzt 2013 als Clown. Sein Fernsehdebüt gab er 2011 in der NDR-Dokumentation Gelebte Tradition: 850 Jahre Kloster Loccum, in der er unter der Regie von Hanna Legatis verschiedene Rollen verkörperte.
Es folgten 2013 weitere Drehs zu der Produktion von George Clooneys Monuments Men – Ungewöhnliche Helden, der zu Teilen im Harz gedreht und 2014 veröffentlicht wurde. Solf drehte 2014 für die internationale Produktion In Your Dreams neben Soma Pysall auf Schloss Marienburg in Niedersachsen. Die deutsche TV-Ausstrahlung erfolgte im Herbst 2015 bei KiKA. Für das Kinoprojekt von Hape Kerkelings Bestsellerverfilmung Ich bin dann mal weg stand Solf unter anderem mit Devid Striesow und Annette Frier in Berlin vor der Kamera. Er verkörperte hier den Michael Brockhaus. 2015 stellte Solf in den Kurzfilmen Ikra sowie Wolke A7 die jugendlichen Hauptrollen dar. 2016 spielte er im ARD-Dokudrama Der gute Göring neben Natalia Wörner einen jungen Nationalsozialisten. Nach der durch die COVID-19-Pandemie bedingten Zwangspause im kulturellen Bereich drehte Solf 2021 für drei historische Serienproduktionen in Berlin, unter anderem für die vierte Staffel des deutschen Serienerfolgs Babylon Berlin und die von Netflix produzierte erste Staffel der Serie 1899.
Von Juli 2015 bis Anfang 2016 hatte Solf bei dem Lokalsender Radio Tonkuhle eine eigene Sendung, in welcher er sich gemeinsam mit Hörern über aktuelle Themen unterhielt. Für eine Sondersendung zum Tag der Niedersachsen interviewte er 2015 Hildesheims Oberbürgermeister Ingo Meyer.
Als Theaterschauspieler stand Solf bei  den Gandersheimer Domfestspielen 2015 auf der Bühne. In den Spielzeiten 2016/2017 sowie 2017/2018 war er als Gastschauspieler im Hessischen Landestheater Marburg zu sehen.
Solf ist seit 2016 künstlerischer Betreuer des internationalen Filmpreises und Kinder Medien Festivals Goldener Spatz.
Henry Solf ist mit dem Schauspieler Mark-Alexander Solf von väterlicher Seite aus verwandt.
Solf hat von 2016 bis 2022 an der Philipps-Universität in Marburg Lehramt studiert. Er lebt und arbeitet in Niedersachsen.

## Filmografie
- 2011: Gelebte Tradition: 850 Jahre Kloster Loccum (Fernseh-Dokumentation)
- 2013: Monuments Men – Ungewöhnliche Helden (The Monuments Men)
- 2014: In Your Dreams (Fernsehserie)
- 2015: Ikra (Kurzfilm)
- 2015: Wolke A7 (Kurzfilm)
- 2015: Ich bin dann mal weg
- 2016: Der gute Göring (Fernsehfilm)
- 2017: Next Stop Eintagsfliege (Kurzfilm)
- 2018: Ekel vor Dir (Fernsehfilm)
- 2021: Für Jojo (Netflix-Film)
- 2021: Babylon Berlin (Fernsehserie)
- 2021: Das Haus der Träume (Fernsehserie)
- 2022: 1899 (Fernsehserie)